# Porto di Brindisi
Il porto di Brindisi è un porto turistico, commerciale e industriale tra i più importanti del mar Adriatico. Il traffico turistico riguarda i collegamenti con la penisola Balcanica e la Turchia, mentre il traffico mercantile concerne carbone, olio combustibile, gas naturale e prodotti chimici.

## Storia
(Annibale De Leo - Memoria, 1846)

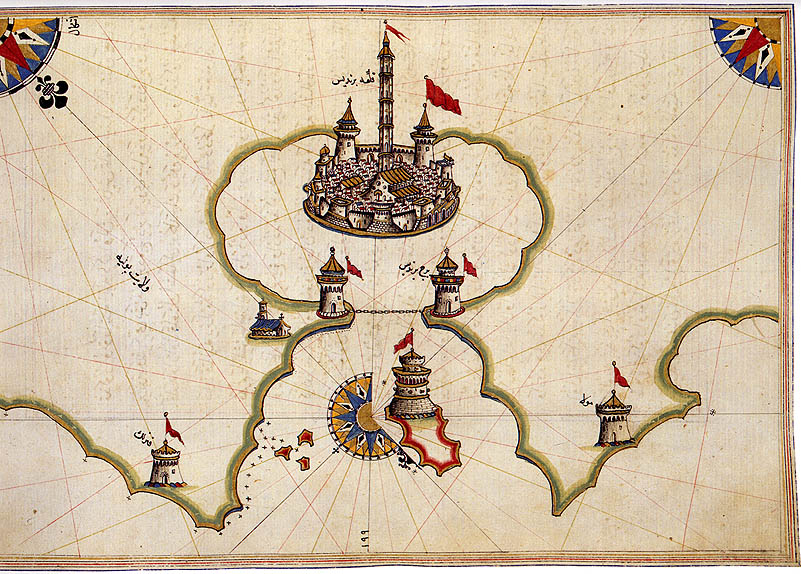
Mappa di Brindisi del XVI secolo dell'ammiraglio turco Piri Reìs.

La storia del porto di Brindisi è strettamente legato a Roma, come possiamo vedere dalle colonne ritenute terminali della via Appia, in realtà sorta di Porta verso il mare, omaggio al mare stesso. Basti pensare alla decorazione delle stesse con divinità e tritoni, a testimonianza del forte legame della città con il suo porto.
Il porto di Brindisi era certamente utilizzato già in età messapica, ma toccò il massimo splendore in età romana, quando divenne uno dei porti più importanti di Roma, proprio per il suo naturale slancio verso l'Oriente. Basti pensare che le anfore di "tipo Brindisi" sono state rinvenute in tutto il mediterraneo.
Con la caduta dell'Impero romano d'Occidente, anche il porto della città perse d'importanza: il VI secolo infatti segna il declino del porto, a favore del porto di San Cataldo (Lecce) e soprattutto Otranto, preferiti per la minore distanza dalle coste balcaniche nei traffici verso Bisanzio. Con il XII secolo il porto ritrova la sua importanza, forse da mettere in relazione con una ricostruzione urbanistica avviata nel secolo precedente, ad opera del protospatario Lupo e per ordine degli imperatori bizantini, come attestato nella celebre epigrafe della colonna.
Da Brindisi partirono verso la Terra santa molti contingenti della Prima crociata (1096), e anche quelle successive: particolarmente drammatica fu la preparazione della sesta crociata ad opera di Federico II, durante la quale la lunga prermanenza di un'enorme quantità di soldati nei pressi del porto fece scoppiare un'epidemia (1227).
In seguito il porto conobbe fortune alterne, fino a perdere d'importanza a seguito della ostruzione del canale d'ingresso operata da Giovanni Antonio Orsini Del Balzo, che ritenne di difendere in questo modo i suoi domini da un presunto attacco dei veneziani (1446). Nei secoli successivi sia il porto sia la città conobbero un nuovo periodo di declino, a causa del porto ostruito.

### Canale Pigonati
L’arcivescovo di Brindisi Domenico Rovegno nel 1762 chiede in una lettera a Ferdinando IV di Napoli di risolvere il problema del porto di Brindisi. Era infatti in convalescenza a Napoli per ordine dei medici, ma volle tornare nella sua città, seppur andando incontro alla morte per le arie contaminate della città. Brindisi si sarebbe già spopolata se non fosse per gli esoneri da qualunque gravame o vincolo feudale concessi a chi viveva a Brindisi per almeno cinque anni. Lo stesso arcivescovo spiega che il mancato flusso delle acque aveva fatto accumulare sul fondale materia portatrice di puzza e di malattia. Anche il commercio ne era segnato, visto che nel porto interno potevano entrare solo imbarcazioni piccole, mentre quelle più grandi restavano due miglia più fuori. 
Con la Prima Rivoluzione Industriale e lo sviluppo del traffico navale, anche il regno borbonico sentì il bisogno di avere dei porti strategici nel Mediterraneo. Così nel 1775 l’ingegnere direttore del Genio militare Andrea Pigonati fu incaricato di progettare la riapertura del porto brindisino.
Fu il primo dei tre vani tentativi compiuti in novant’anni, seguito dall’ingegnere idrauilico Carlo Pollio e poi da Albino Mayo, senza riuscire a evitare che il nuovo canale si ostruisse di nuovo, prima di porre fine al problema solo dopo l’Unità d’Italia. 

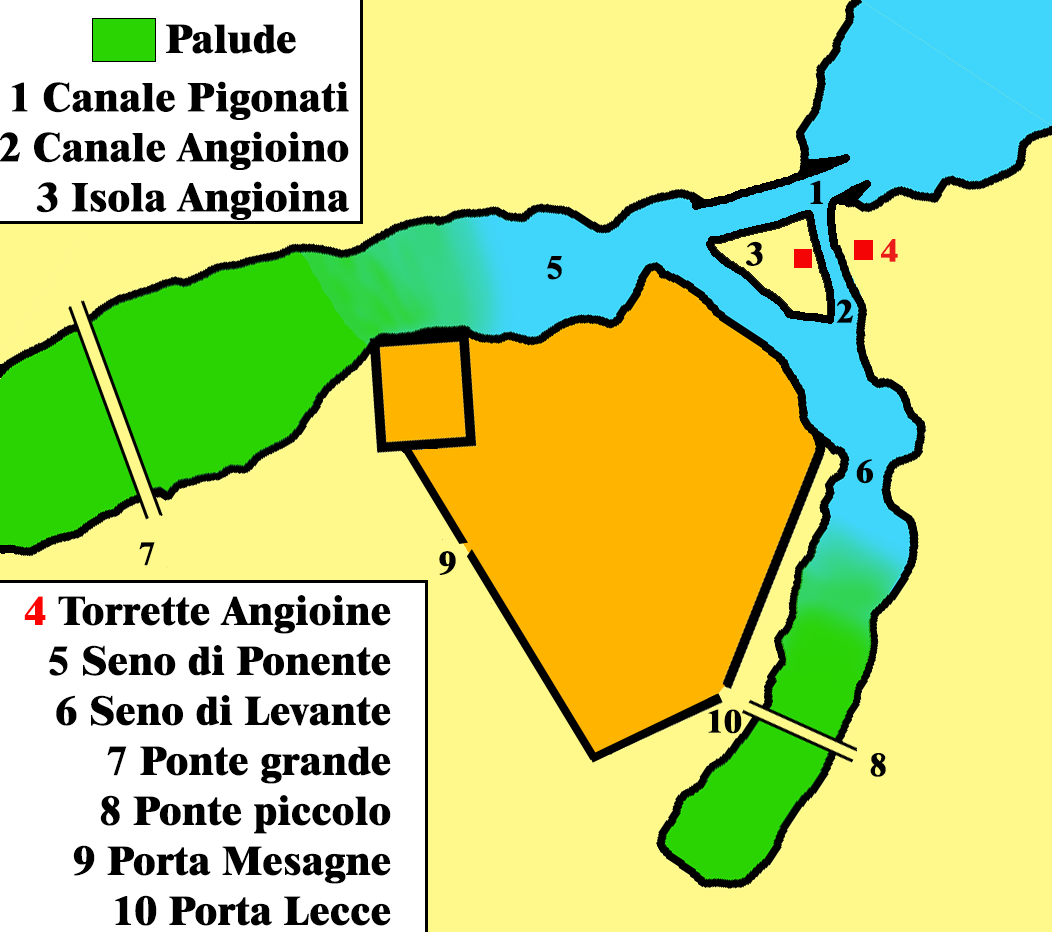
Mappa del porto di Brindisi una volta aperto il canale Pigonati

Pigonati ricevette l’incarico l’8 luglio 1775, consegnò il progetto il 15 agosto, che fu approvato cinque mesi dopo nel 27 gennaio 1776. I lavori si conclusero il 26 novembre 1778. Il canale era arginato con pali di legno rotondi ed era prolungato da due moli verso il porto esterno perché trattenessero alghe e terra al di fuori del porto interno, evitandone l’insabbiamento. All’apertura del nuovo canale si aggiunse il ricolmo delle paludi nel seno di levante e nei pressi del vecchio canale, detto Angioino. Pigonati racconta che il canale doveva essere profondo poco più di 4 m su decisione del re, mentre avrebbe preferito anche 8 m, ma, una volta ultimato, superava di poco i 5 m, con una lunghezza di 492 m, una larghezza di 48,80 m all’imboccatura esterna e una di 42,75 all’imboccatura interna. Il molo di ponente, chiamato ‘’molo Carolino’’ (da Maria Carolina) era lungo 210 m, mentre il molo di levante, chiamato ‘’molo Ferdinando’’, era lungo 148 m. Successivamente cambiarono nome, rispettivamente, in molo di San Carlo e di San Vito. Il vecchio canale Angioino rimaneva solo per agevolare il flusso delle acque e Andrea Pigonati era intenzionato a piantarvi una mitilicoltura di cozza tarantina. Nonostante fosse già in allestimento, dovette rinunciarci per il dissenso del popolo. 
Tuttavia, a causa della mancata manutenzione, un viaggiatore nel 1789 testimonia un porto interno di nuovo inaccessibile e un’aria malsana. Nello stesso anno l’ingegnere idraulico Carlo Pollio fu incaricato dal re Ferdinando IV di riaprire il canale. Questa volta ampliando l’imboccatura esterna a 53 m, allungando di 53 m entrambi i moli e portando la profondità a 6,60 m. Fu nuovamente bonificata la palude nel seno di levante e questa volta anche di ponente, con l’aggiunta di grandi fossi dove sistemare i materiali di scarto dei dragaggi da compiere periodicamente. Con le tensioni causate dalla Rivoluzione Francese, però, calarono i finanziamenti e il canale tornò a ostruirsi. Nonostante fosse i lavori di Pigonati e Pollio, durante la visita della città nel 1797 da parte di Antoine-Laurent Castellan l'acqua del porto risultava ancora stagnate. Era presente del sudiciume nel fondale che, fermentando, andava a compromettere la qualità dell'aria e a diffondere malattie. Nel porto c'era solo qualche galea e non c'era attività mercantile. I negozi in città vendevano l'essenziale e i prodotti più complessi venivano da Lecce, Barletta o da Napoli. Conventi e monasteri rappresentavano ancora il cuore della società, dove la gente trascorreva la giornata dedicandosi anche alla musica.
Brindisi finì sotto gli interessi dei francesi, subentrati momentaneamente ai Borboni, e nel 1810 il generale Campredon affidò al tenente colonnello del Genio militare Vincenzo Tironi il compito di redigere una relazione sulla bonifica del porto in ottica di un futuro utilizzo militare. Brindisi fu dichiarata idonea a eccezione dell’ingresso insabbiato, dell’aria insalubre, delle aree paludose, che rendevano la zona economicamente depressa, con un porto ritenuto in totale abbandono dal 1799. Giudicò aspramente anche i moli di prolungamento, che avevano finito per accentuare il ristagno di alghe e sabbia, e la direzione del canale troppo verso oriente, in esposizione alle correnti, mentre in direzione nord-est riteneva che sarebbe stato riparato dall’isola di Sant’Andrea. 
Nella continua ostruzione del canale comunque c’entravano anche altri fattori.

Sotto Francesco I l’interesse passò a Bari e a Gallipoli, mentre tornò manutenzione nel porto di Brindisi solo nel 1828 sotto l’ingegnere Lorenzo Turco. Spendendo, però, dopo cinque anni 5 600 ducati dei 13 000 promessi, si era riusciti a scavare fino a una profondità tra 2,65 e 3,15 m. Il 10 novembre 1834 Ferdinando II nominò una commissione incaricata di recarsi a Brindisi per valutare uno studio di fattibilità, ma il Consiglio di Stato approvò il progetto solo nel luglio 1842 e il re nel mese successivo. Si prevedeva di cambiare l’orientamento del canale, aumentarne la profondità a 8,50 m, eliminare l’isola angioina, bonificare le paludi, costruire tre fari e stabilire nei seni di ponente e di levante, rispettivamente, porto militare e porto commerciale, con una spesa totale prevista di 336 000 ducati. I lavori ebbero inizio nel dicembre 1842 sotto la direzione di Albino Mayo, tenente colonnello del Genio militare, ma furono completati in parte a causa dei costi esorbitanti. La gente del posto impegnava i suoi stessi risparmi per finanziare i lavori, che però furono gestiti in maniera disordinata, aprendo tanti fronti insieme e riuscendo a concludere ben poco. Fu costruito un solo faro, l’isola angioina fu lasciata a pelo d’acqua e il canale venne inclinato a 53° da nord, senza raggiungere la profondità prevista.
Ma, come testimoniato da Domenico Cervati, capitano del corpo del Genio idraulico, il canale continuò a insabbiarsi, nonostante il nuovo orientamento. 
Alla morte di Mayo, avvenuta nel maggio 1848, segue nella direzione dei lavori Benedetto Stragazzi, sovrintendente del distretto di Brindisi, il quale riferì all’intendente le innumerevoli irregolarità l’anno successivo. Ad agosto 1848 erano stati spesi 415 056 ducati, più di quanto previsto, e non era stato ultimato nemmeno un terzo dei lavori. A quel punto si prevedeva un costo di altri 820 000 ducati per completare i lavori, così si ridusse la spesa a 220 000 per non rendere vano quanto di utile già fatto. Col tempo, però, anche questi costi andarono a incrementare, superando il mezzo milione di ducati e i lavori furono ripresi solo il 17 gennaio 1856. Nel frattempo, il blocco della costruzione della ferrovia Napoli-Brindisi a causa del ritiro di investitori esteri lasciò il porto brindisino in stallo.

### Valigia delle Indie

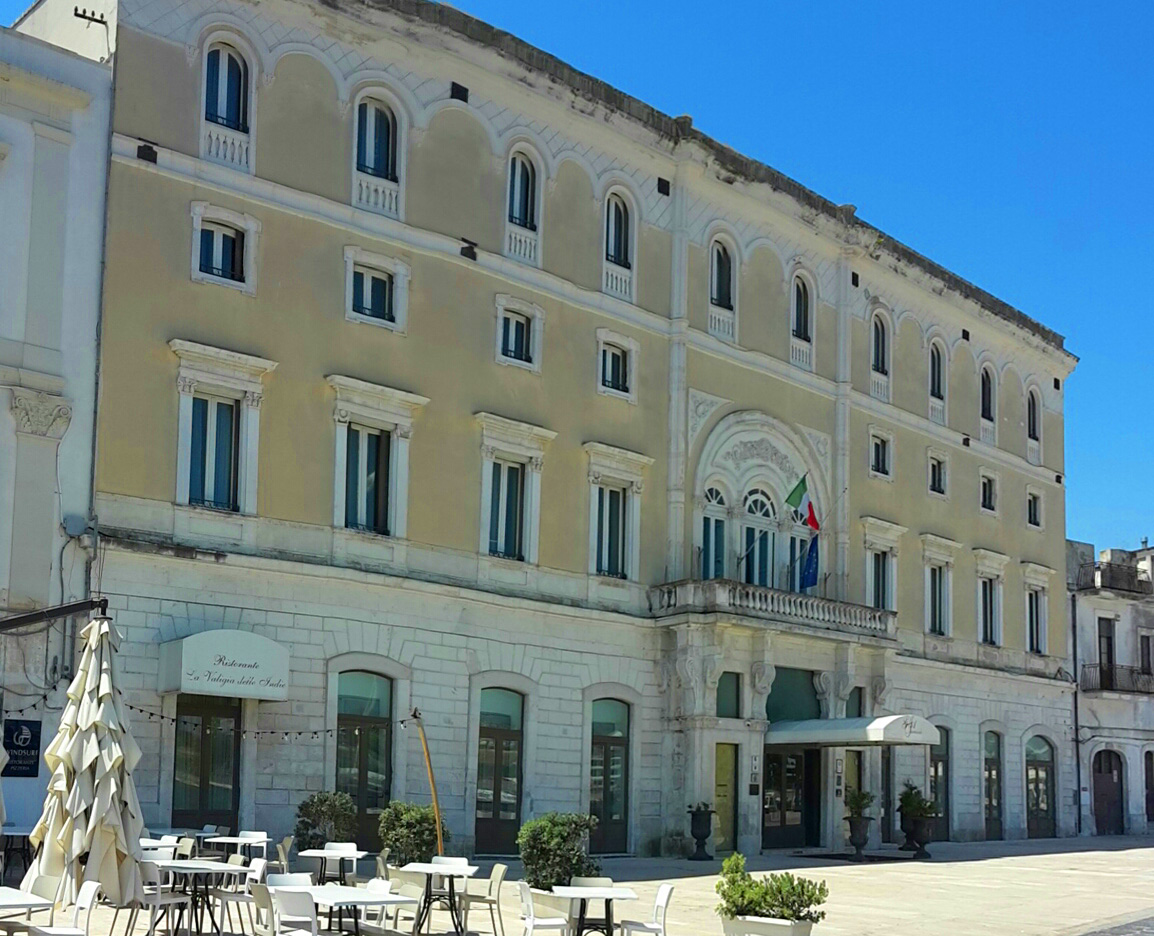
Hotel delle Indie, costruito con l’arrivo della Valigia delle Indie e successivamente rinominato Hotel Internazionale

Nel 1861 il nuovo Regno d’Italia chiese subito alla Gran Bretagna il passaggio della valigia delle Indie, per la quale risultava strategico il porto di Brindisi. In prospettiva di ciò, nello stesso anno il Ministero dei Lavori Pubblici incaricò l’ingegnere T. Mati di elaborare un progetto per il ripristino del porto, approvato nel 1864 e parzialmente compiuto dopo due anni, quando fu giudicato “di prima classe” dal Regno. Nel 1869 fu ultimata la diga Bocca di Puglia, chiudendo l’omonimo canale posto tra la terraferma e l’isola di Sant’Andrea. È lunga 440 m, larga 30 m, alta 4 m e su fondali profondi in media 11 m. Intanto nel 1864 fu inaugurata la stazione ferroviaria di Brindisi, nel 1869 venne aperto il canale di Suez e l’anno dopo Brindisi vide per la prima volta transitare la Valigia delle Indie. Nel 1872 venne firmata la convenzione tra il governo italiano e la Peninsular and Oriental Steam Navigation Company, ma col passare del tempo i lavori non venivano mai ultimati. Nel 1888 il servizio divenne quindicinale e negli anni ’90 Brindisi rischiò di perdere il transito della Valigia delle Indie con l’alternativa dei porti francesi. Infatti nel 1897 i piroscafi più grandi partivano da Marsiglia, mentre da Brindisi partivano due battelli diretti a Porto Said e ridotti da quindicinali a mensili. La Valigia mantenne questo corso fino al 1914, quando fu soppressa a causa della Prima Guerra Mondiale. Nel 1900 il Sindaco di Brindisi segnala una serie di lavori necessari al porto e il ministro Pietro Lacava acconsente alla costruzione di una banchina dinanzi alla ferrovia, sul seno di ponente e di provvedere alle secche.

### Dal XX secolo in poi

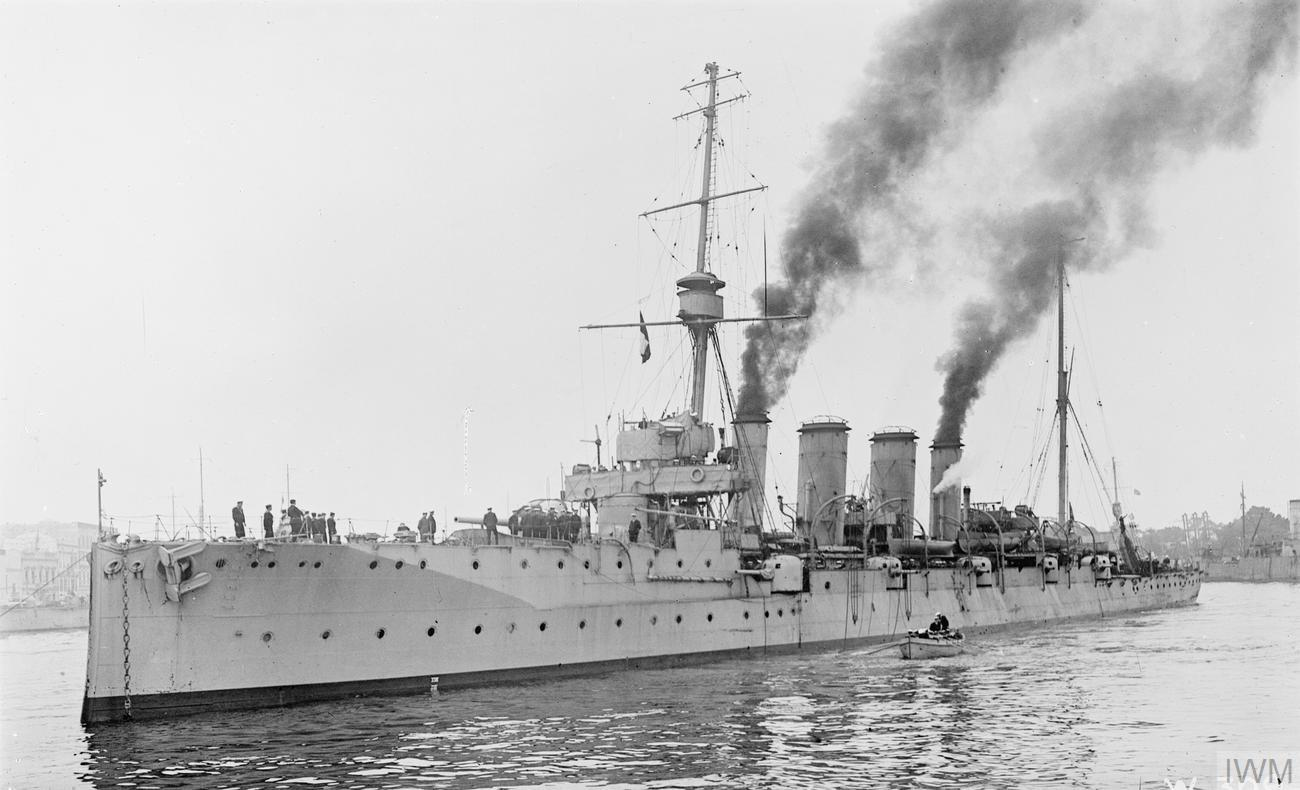
Incrociatore britannico HMS Gloucester a Brindisi nel 1917

Nel 1905 ci si rese conto dell’importanza strategica di Brindisi per la supremazia sull’Adriatico, da tempo lasciata all’impero Austro-Ungarico. Così nel 1910 al porto fu ufficialmente assegnato il ruolo di piazzaforte militare e nei 5 anni a venire furono realizzati numerosi lavori, come bonifica delle zone malsane, adeguamento dei fondali, consolidamento dei moli, installazione di depositi del carburante e condotti di acqua potabile.
Con l’arrivo della Grande Guerra si ridusse il commercio marittimo a Brindisi, specie con l’impero Austro-Ungarico, che vi aveva stabilito un terminal della sua principale compagnia di navigazione Lloyd Austriaco. Per motivi di sicurezza, la pesca fu vietata e il porto passò ad uso militare, arrivando a ospitare 80 imbarcazioni militari, idrovolanti e concentrandosi sul settore alimentare, per i numerosi militari ospitati.
Tra il 1985 e il 1990 è stata edificata la diga di Punta Riso, che, partendo dall’Isola di Sant’Andrea, è lunga 2385 m. La diga comprende tetrapodi da 40 t, altri da 15 t per un breve tratto e un muro paraonde alto 7 m. 
Nel 2021, con il Piano Nazionale di Ripresa e Resilienza, è stato presentato il progetto di dragaggio dei fondali, con la sistemazione di una cassa di colmata a Capo Bianco e il banchinamento di Sant’Apollinare per un nuovo attracco di traghetti e navi da crociera. Nell’area di S. Apollinare la profondità passerebbe da 8 a 12 m e da 11 a 14 m nel canale Pigonati, così come nell’area di Costa Morena. Per ridurre l’impatto ambientale della cassa di colmata davanti alla foce del “fiume grande”, il suo volume è stato ridotto di circa 150 000 m³ e si prevede di sistemarci sopra un parco fruibile al pubblico di circa 5 ha.

## Caratteristiche

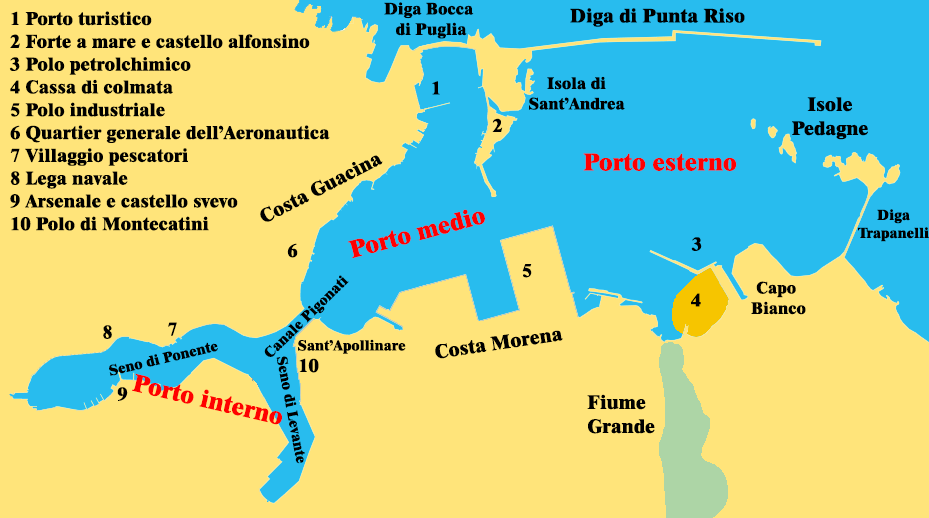
Mappa di Brindisi che mostra il porto

Il porto si articola su tre bacini: interno, medio ed esterno:
- Il porto Esterno: i cui limiti sono a sud la terraferma, a est le isole Pedagne, a ovest dall'isola di Sant'Andrea e dal molo di Costa Morena e, a nord, dalla diga di Punta Riso.
- Il porto Medio è formato dallo specchio di mare che si trova prima del canale Pigonati, l'accesso al porto interno, il bacino a nord forma le Bocche di Puglia.
- Il porto Interno è formato da due profonde insenature che abbracciano il centro storico di Brindisi sia a nord che ad est, essi sono il "seno di ponente" e "seno di levante".

Le banchine di Costa Morena si sviluppano per 1.170 m, con profondità di 14 metri e piazzali per 300.000 m². Lungo la diga di Costa Morena (500 m) si sviluppa il sistema, a mezzo nastro e tubature, per lo sbarco dei prodotti destinati all'alimentazione delle centrali elettriche di Brindisi sud e nord. A Punta delle Terrare sono operativi 270 m di banchine per il traffico ro-ro con possibilità di ormeggio contemporaneo di cinque navi.
Il porto esterno ha vocazione principalmente industriale e in esso sono installate strutture destinate allo sbarco di prodotti destinati agli stabilimenti del polo industriale chimico. Complessivamente il porto di Brindisi dispone di 21 banchine commerciali per uno sviluppo lineare di oltre 3.700 m.
Nel porto interno sono attive, nel seno di Levante, undici banchine, per uno sviluppo di 1.925 m con fondali da 8,5 a 10 m. Il porto medio è principalmente destinato alle attività commerciali.

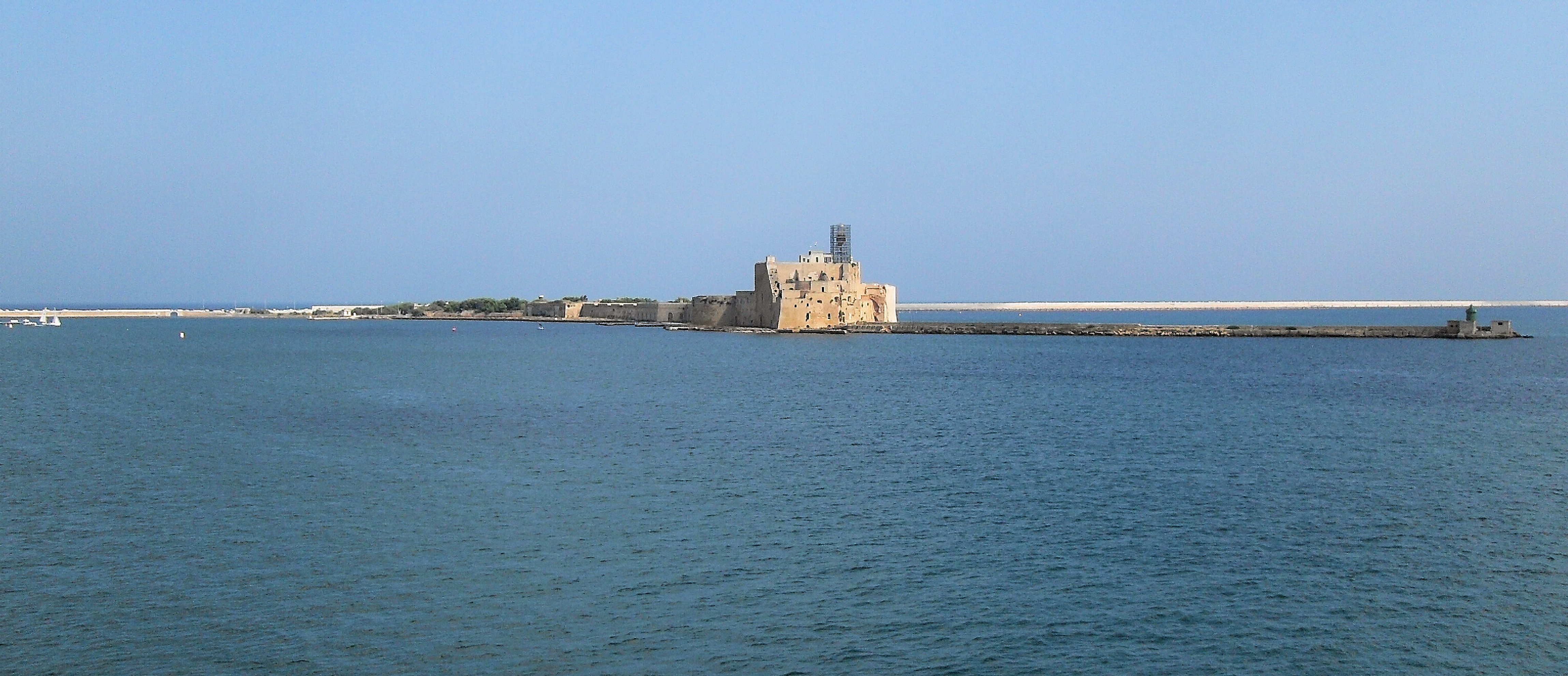
Molo vecchio
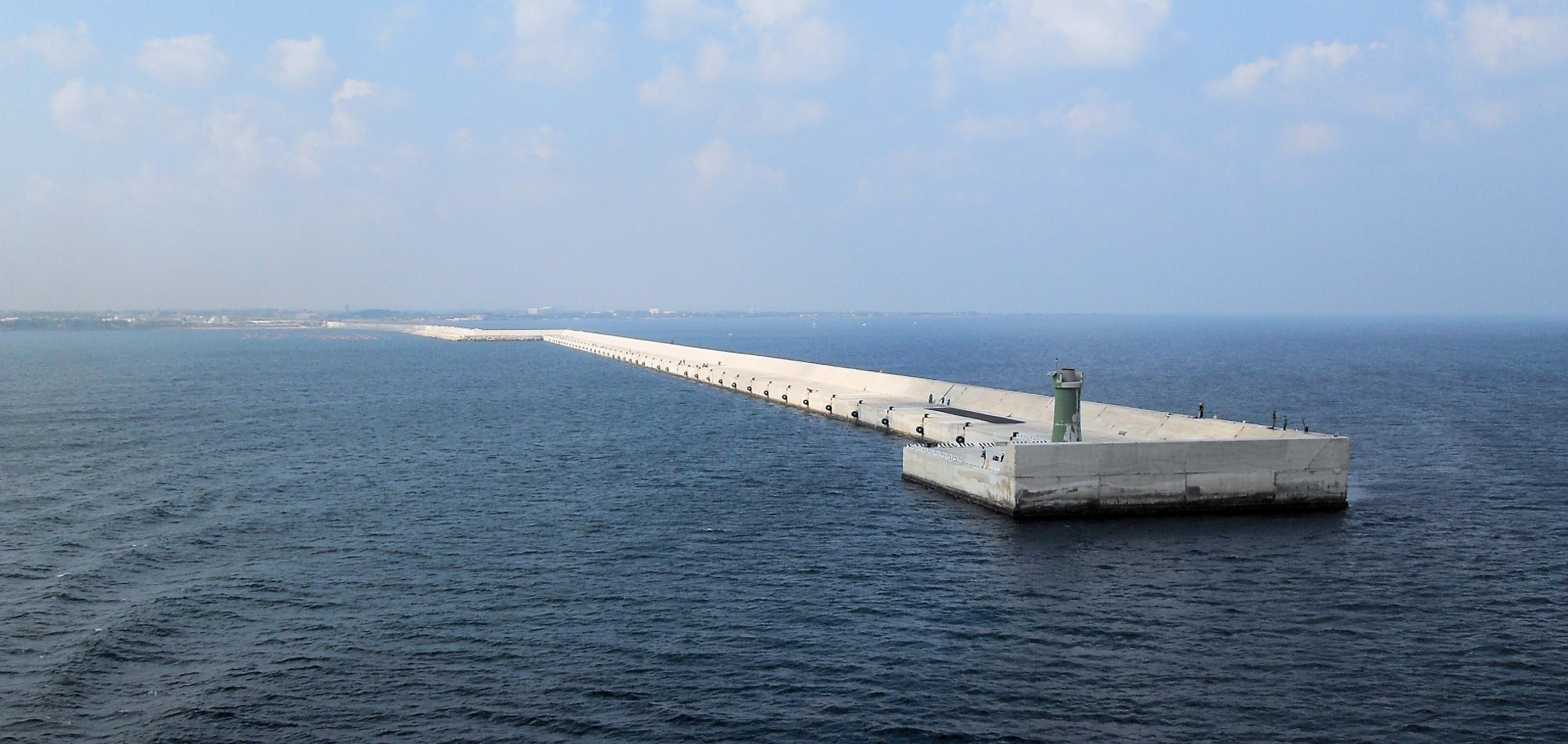
Molo nuovo
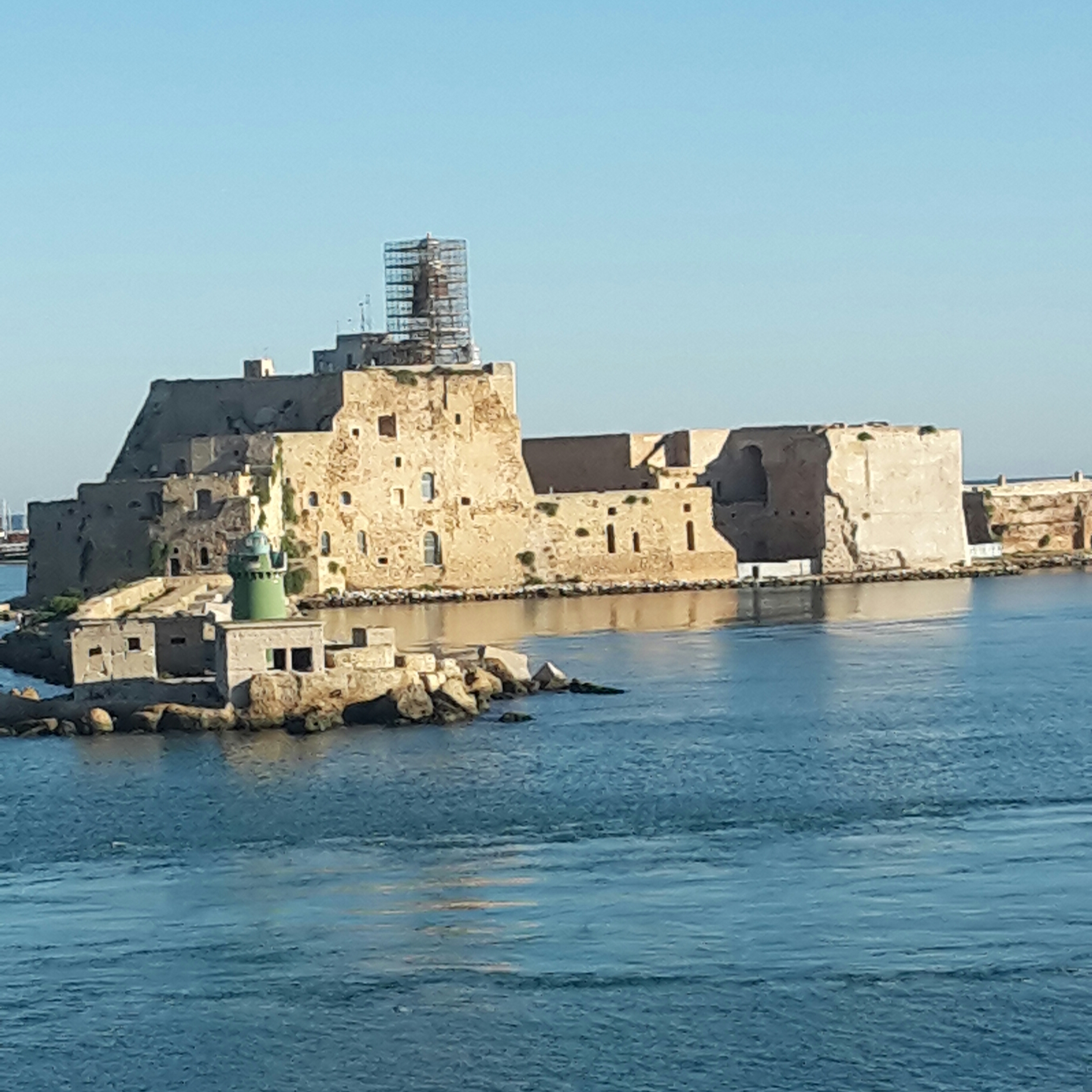
Castello Alfonsino
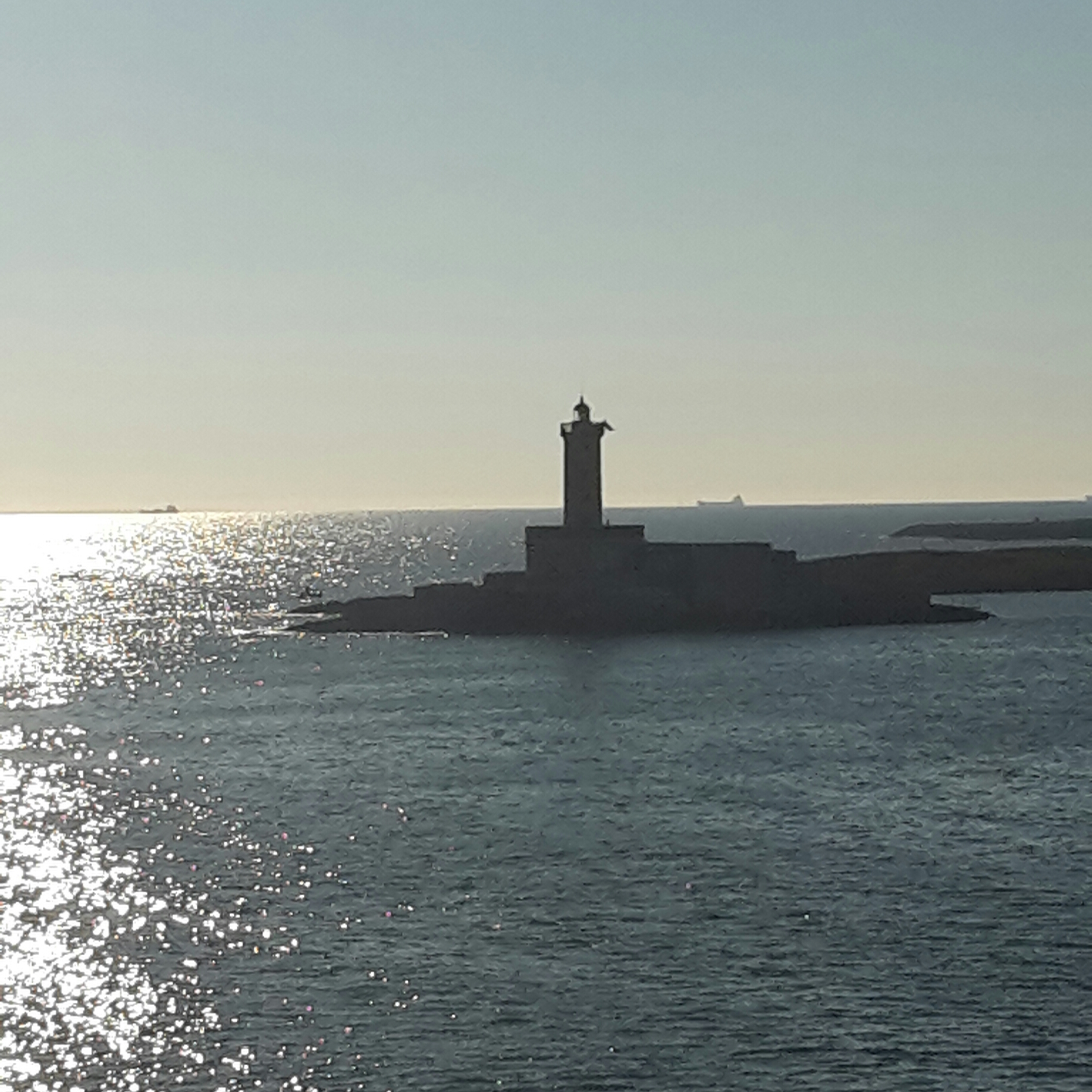
Faro presente sull'Isola Traversa
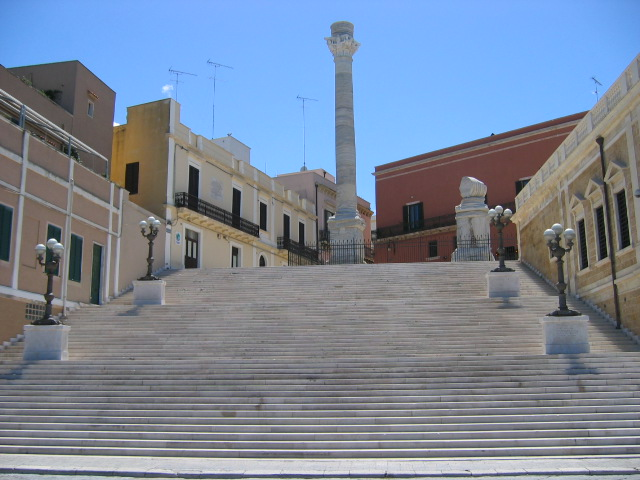
Colonne che indicano il termine della Via Appia presso il porto di Brindisi
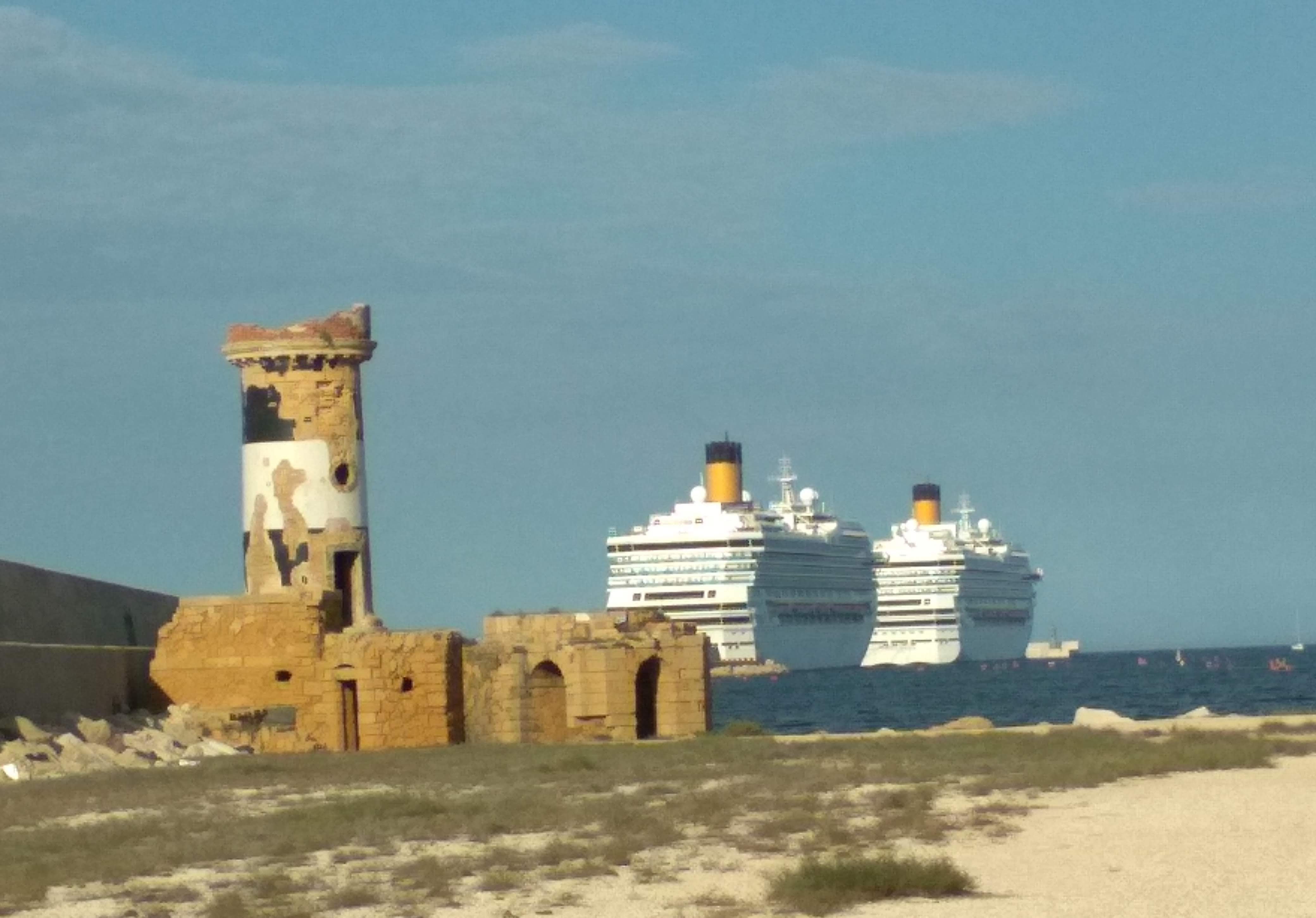
Faro abbandonato di Punta Riso

## Principali attracchi
Brindisi è da sempre la porta d'accesso verso i principali scali passeggeri verso le principali località turistiche greche e da vent'anni a questa parte, anche albanesi. La sua conformazione geografica naturale ha permesso l'attracco delle navi traghetto sia nel porto interno (fino al 2010 con i traghetti per l'Albania) sia nel porto medio.
Nel seno di levante del porto interno sono attive dieci banchine, tra cui Santa Apollinare, Punto Franco, Feltrinelli, Carbonifera (con il Terminal di Levante), Dogana e Centrale, per uno sviluppo di 1.925 metri lineari con fondali da 8,5 a 10 metri. 
Nel porto medio, destinato principalmente alle attività commerciali, vi sono le banchine di Costa Morena che si sviluppano per 1.170 metri, con profondità di 14 metri, e piazzali per 300.000 metri quadrati. A Punta delle Terrare sono operativi 270 metri di banchine per il traffico ro-ro.

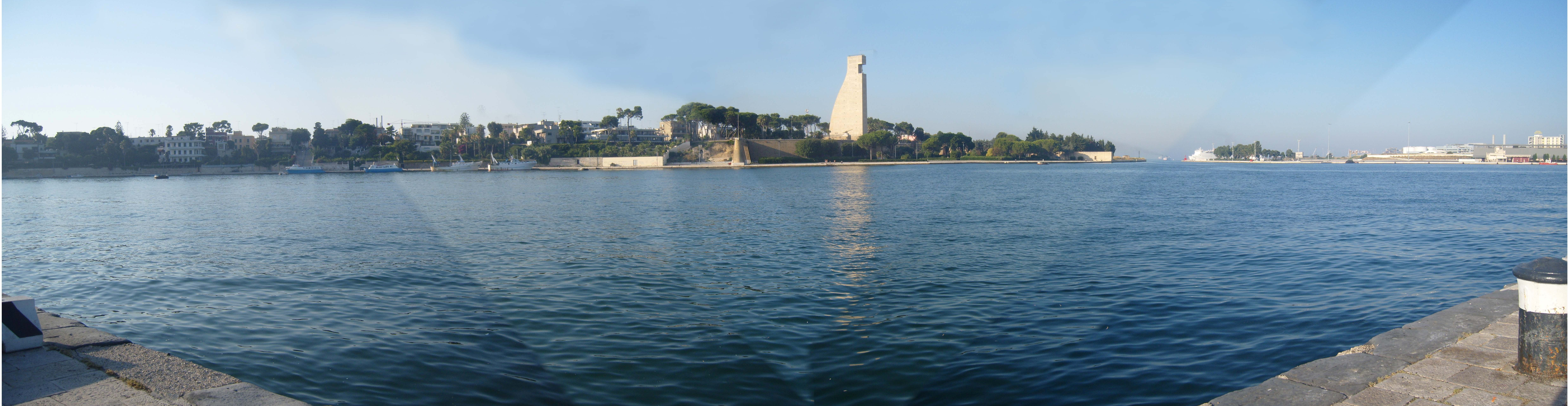
Porto di Brindisi

## Destinazioni
Dal porto di Brindisi è possibile raggiungere le principali località poste sulle coste greche ed albanesi con potenziamento dei collegamenti durante i periodi estivi.
| Destinazione      | Compagnia                          |
| ----------------- | ---------------------------------- |
| Ravenna Catania   | Tirrenia CIN                       |
| Valona            | A-Ship Management Red Star Ferries |
| Corfù             | Minoan Lines                       |
| Igoumenitsa       | Grimaldi Lines Minoan Lines        |
| Patrasso          | Grimaldi Lines                     |
| Cefalonia - Zante | Red Star Ferries                   |

## Mobilità
Il porto di Brindisi è raggiungibile dalle strade:
- Bologna - Taranto Uscita Bari Nord, proseguendo poi sulla Strada statale 16 Adriatica
- Strada statale 7 Via Appia Uscita Porto - Zona Industriale
- Strada statale 613 Brindisi-Lecce Uscita Porto - Zona Industriale

Per i passeggeri provenienti dall' Aeroporto di Brindisi-Casale o dalla Stazione di Brindisi Centrale è possibile raggiungere gli imbarchi tramite Taxi o autobus della STP, linea Aeroporto - Centro - Costa Morena